# Чайна Цзунь
Чайна Цзунь (англ. China Zun, кит.: 中国尊) — надвисокий хмарочос, що будується, розташований в Пекіні, КНР. По завершенні будівництва висота вежі складе 528 метрів, поверховість — 108 поверхів. Будівництво почалося в 2011, передбачається, що здача будинку в експлуатацію відбудеться в 2018. Це буде найвищий будинок в Пекіні. 
За твердженням забудовника, CITIC Group, назва башти походить від давньокитайського ритуального судини цзунь, форма якого лягла в основу архітектурної концепції будівлі. Церемонія закладки першого каменя відбулася 19 вересня 2013, передбачуваний час будівництва — 5 років.

## Див. Також
- Список будинків, що мають 100 і більше поверхів
- Список найвищих будівель світу
  - Список найвищих будівель Азії

## Галерея

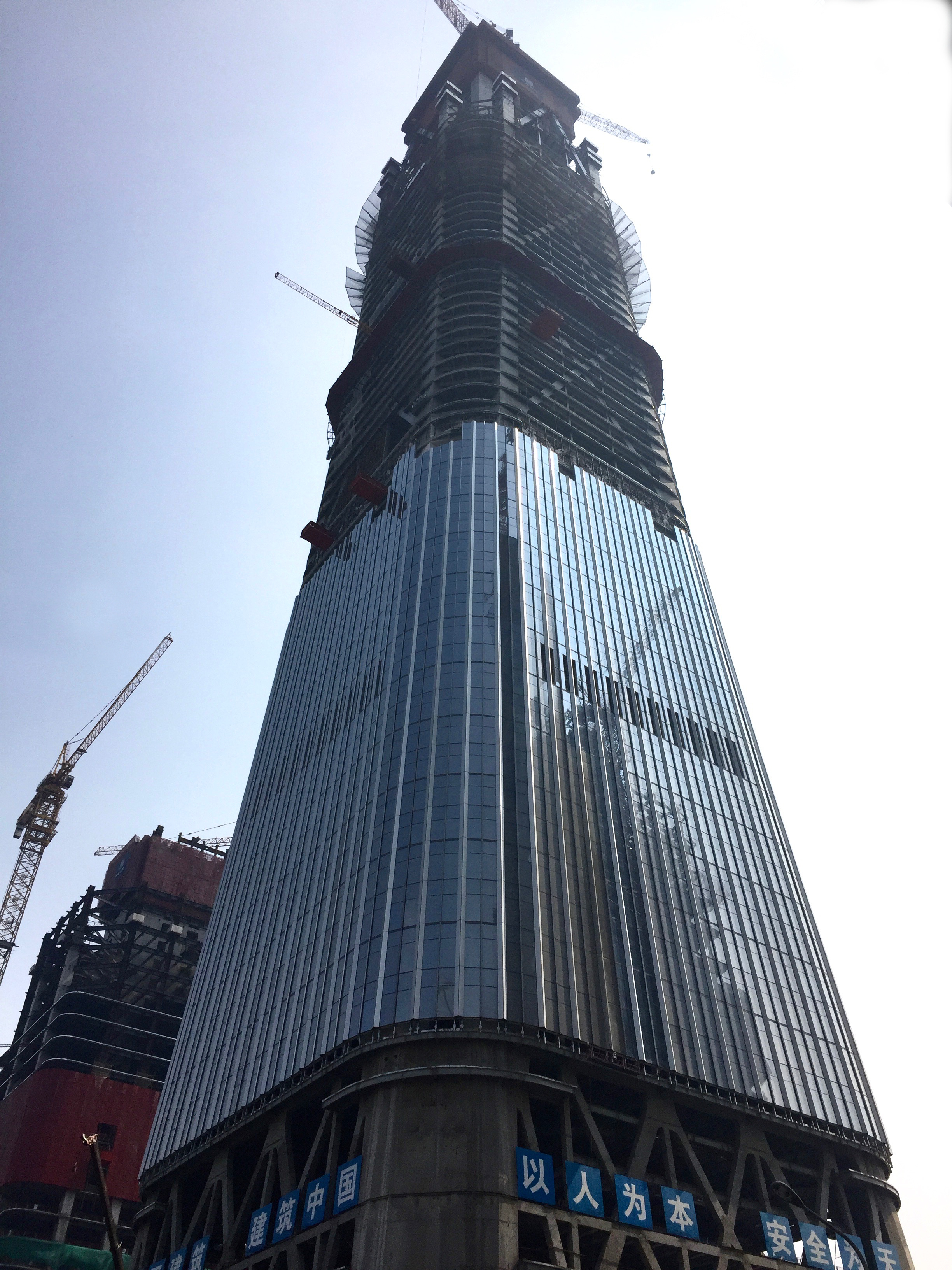
2016
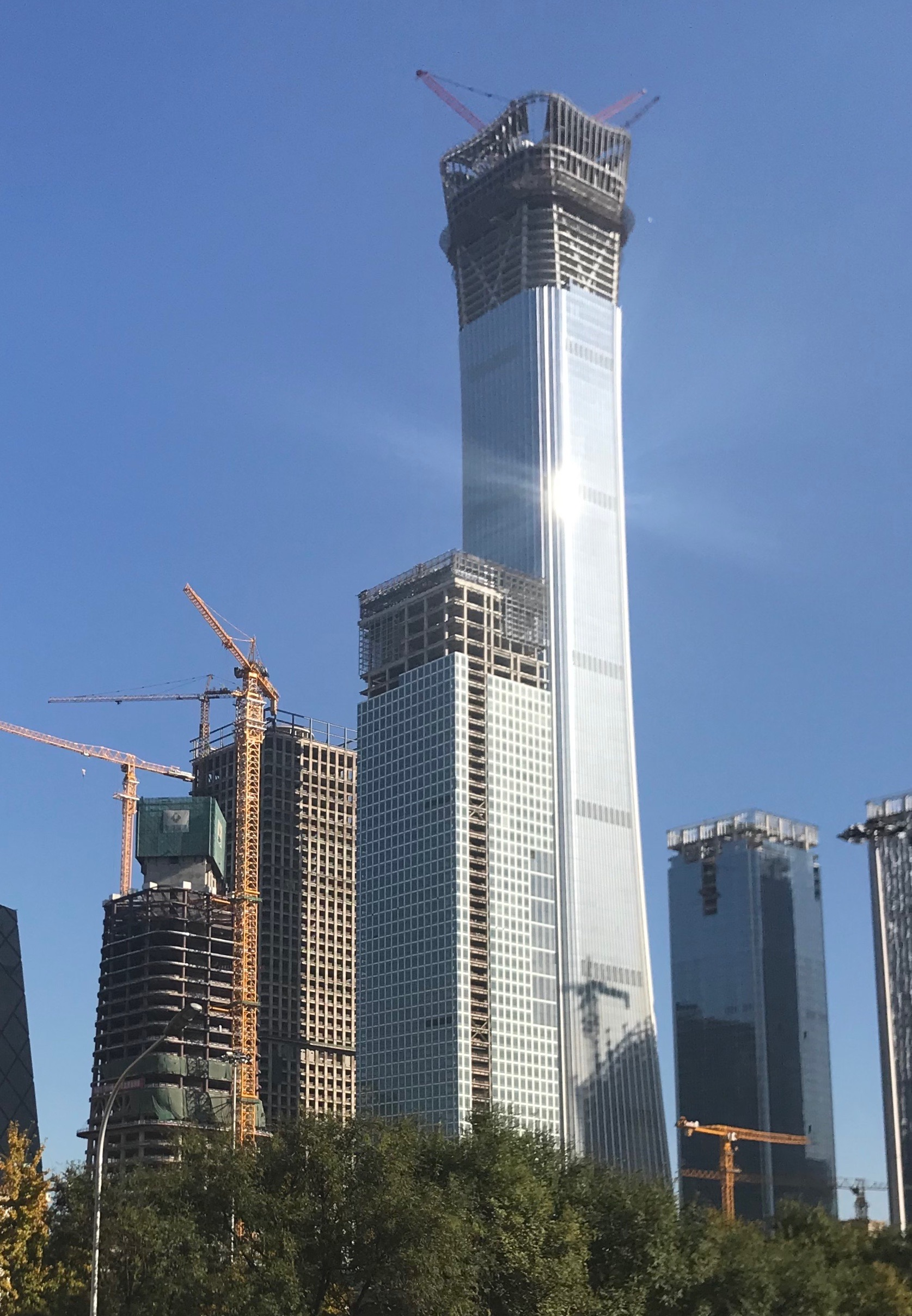
2017
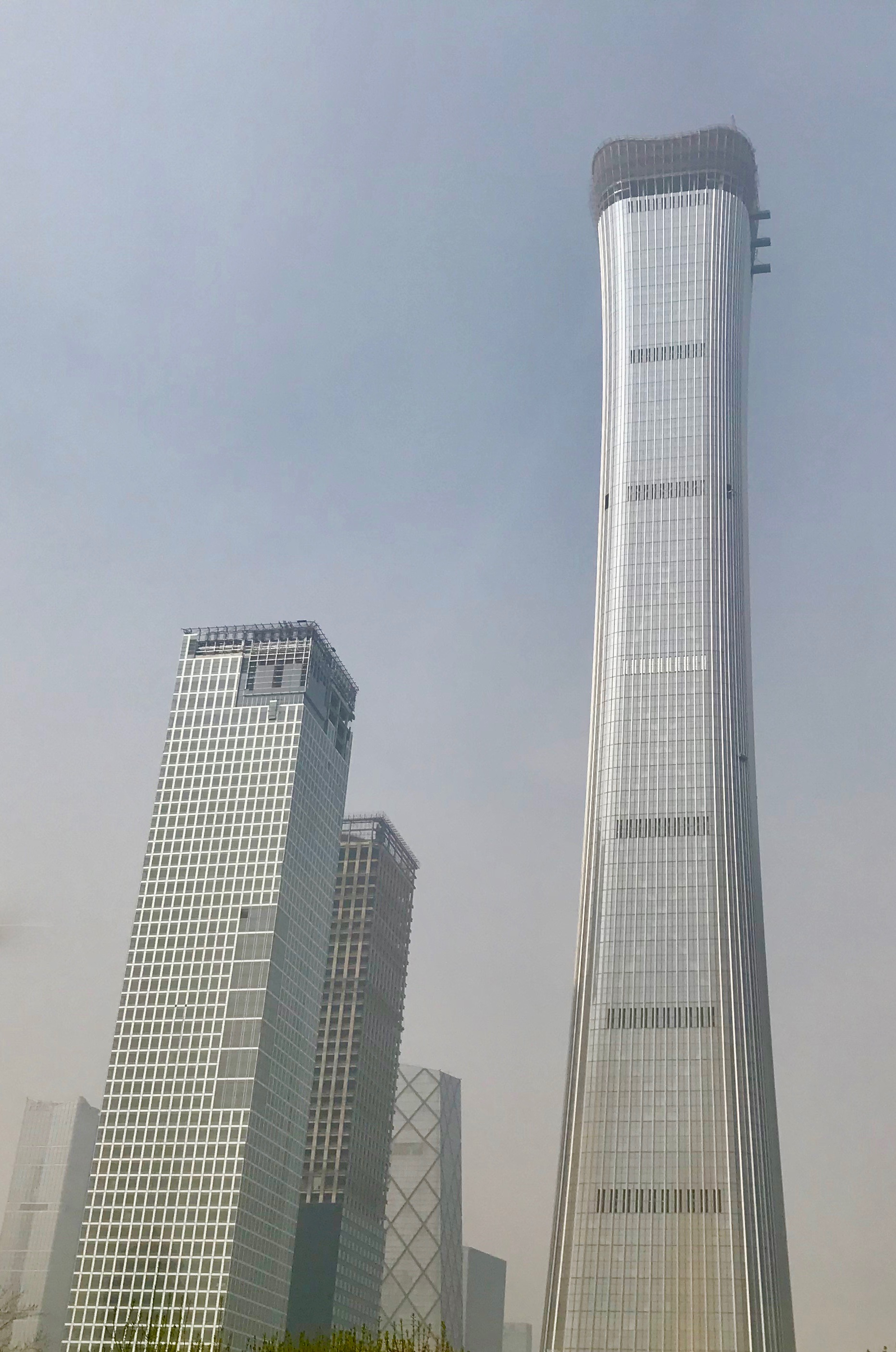
2018